# Internazionali d'Italia 1997 - Qualificazioni singolare maschile
Le qualificazioni del singolare maschile dell'Internazionali d'Italia 1997 sono state un torneo di tennis preliminare per accedere alla fase finale della manifestazione. I vincitori dell'ultimo turno sono entrati di diritto nel tabellone principale. In caso di ritiro di uno o più giocatori aventi diritto a questi sono subentrati i lucky loser, ossia i giocatori che hanno perso nell'ultimo turno ma che avevano una classifica più alta rispetto agli altri partecipanti che avevano comunque perso nel turno finale.
Le qualificazioni del torneo Internazionali d'Italia 1997 prevedevano 28 partecipanti di cui 7 sono entrati nel tabellone principale.

## Teste di serie
1. Fabrice Santoro (Qualificato)
2. Lionel Roux (ultimo turno)
3. Albert Portas (Qualificato)
4. Emilio Benfele Álvarez (Qualificato)
5. Richard Fromberg (primo turno)
6. Carlos Costa (primo turno)
7. Franco Squillari (primo turno)

1. Nicolas Kiefer (primo turno)
2. Jérôme Golmard (primo turno)
3. Martin Sinner (primo turno)
4. Fernando Vicente (primo turno)
5. Frederik Fetterlein (Qualificato)
6. Gastón Etlis (ultimo turno)
7. Jacobo Diaz-Ruiz (primo turno)

## Qualificati
1. Davide Scala
2. Martin Sinner
3. Fabrice Santoro
4. Davide Sanguinetti

1. Albert Portas
2. Emilio Benfele Álvarez
3. Frederik Fetterlein

## Tabellone

### Legenda
| - Q = Qualificato - WC = Wild card - LL = Lucky loser | - ALT = Alternate - SE = Special Exempt - PR = Protected Ranking | - w/o = Walkover - r = Ritirato - d = Squalificato |

### Sezione 1
|  | Primo turno | Primo turno        | Primo turno        | Primo turno | Primo turno |  |  | Ultimo turno | Ultimo turno   | Ultimo turno   | Ultimo turno | Ultimo turno |  |
|  |             |                    |                    |             |             |  |  |              |                |                |              |              |  |
|  | 1           | Fabrice Santoro    | Fabrice Santoro    | 6           | 6           |  |  |              |                |                |              |              |  |
|  |             | Ivo Heuberger      | Ivo Heuberger      | 0           | 3           |  |  | 8            | Nicolas Kiefer | Nicolas Kiefer | 4            | 0            |  |
|  |             | Giorgio Galimberti | Giorgio Galimberti | 6           | 6           |  |  |              | Davide Scala   | Davide Scala   | 6            | 6            |  |
|  | 16          | Guillermo Cañas    | Guillermo Cañas    | 4           | 3           |  |  |              |                |                |              |              |  |

### Sezione 2
|  | Primo turno | Primo turno        | Primo turno        | Primo turno | Primo turno |  |  | Ultimo turno | Ultimo turno     | Ultimo turno     | Ultimo turno | Ultimo turno |  |
|  |             |                    |                    |             |             |  |  |              |                  |                  |              |              |  |
|  | 2           | Lionel Roux        | Lionel Roux        | 6           | 6           |  |  |              |                  |                  |              |              |  |
|  |             | Mosè Navarra       | Mosè Navarra       | 2           | 1           |  |  |              | Florian Allgauer | Florian Allgauer | 5            | 5            |  |
|  |             | Davide Sanguinetti | Davide Sanguinetti | 6           | 7           |  |  | 10           | Martin Sinner    | Martin Sinner    | 7            | 7            |  |
|  | 15          | Olivier Delaître   | Olivier Delaître   | 3           | 5           |  |  |              |                  |                  |              |              |  |

### Sezione 3
|  | Primo turno | Primo turno     | Primo turno     | Primo turno | Primo turno |  |  | Ultimo turno | Ultimo turno       | Ultimo turno       | Ultimo turno | Ultimo turno |  |
|  |             |                 |                 |             |             |  |  |              |                    |                    |              |              |  |
|  | 3           | Albert Portas   | Albert Portas   | 6           | 6           |  |  |              |                    |                    |              |              |  |
|  |             | Stefano Tarallo | Stefano Tarallo | 4           | 3           |  |  |              | Giorgio Galimberti | Giorgio Galimberti | 1            | 3            |  |
|  | 13          | Gastón Etlis    | 3               | 6           | 6           |  |  | 1            | Fabrice Santoro    | Fabrice Santoro    | 6            | 6            |  |
|  |             | Jim Grabb       | 6               | 3           | 2           |  |  |              |                    |                    |              |              |  |

### Sezione 4
|  | Primo turno | Primo turno            | Primo turno            | Primo turno | Primo turno |  |  | Ultimo turno | Ultimo turno       | Ultimo turno       | Ultimo turno | Ultimo turno |  |
|  |             |                        |                        |             |             |  |  |              |                    |                    |              |              |  |
|  | 4           | Emilio Benfele Álvarez | Emilio Benfele Álvarez | 6           | 6           |  |  |              |                    |                    |              |              |  |
|  |             | Gabrio Castrichella    | Gabrio Castrichella    | 3           | 1           |  |  | 2            | Lionel Roux        | Lionel Roux        | 0            | 1            |  |
|  |             | Jacobo Diaz-Ruiz       | 6                      | 4           | 6           |  |  |              | Davide Sanguinetti | Davide Sanguinetti | 6            | 6            |  |
|  | 14          | Mariano Zabaleta       | 4                      | 6           | 3           |  |  |              |                    |                    |              |              |  |

### Sezione 5
|  | Primo turno | Primo turno         | Primo turno         | Primo turno | Primo turno |  |  | Ultimo turno | Ultimo turno  | Ultimo turno  | Ultimo turno | Ultimo turno |  |
|  |             |                     |                     |             |             |  |  |              |               |               |              |              |  |
|  |             | James Sekulov       | 5                   | 6           | 6           |  |  |              |               |               |              |              |  |
|  | 5           | Richard Fromberg    | 7                   | 2           | 3           |  |  | 13           | Gastón Etlis  | Gastón Etlis  | 5            | 2            |  |
|  | 12          | Frederik Fetterlein | Frederik Fetterlein | 6           | 6           |  |  | 3            | Albert Portas | Albert Portas | 7            | 6            |  |
|  |             | Cristiano Caratti   | Cristiano Caratti   | 4           | 3           |  |  |              |               |               |              |              |  |

### Sezione 6
|  | Primo turno | Primo turno         | Primo turno  | Primo turno | Primo turno |  |  | Ultimo turno | Ultimo turno           | Ultimo turno           | Ultimo turno | Ultimo turno |  |
|  |             |                     |              |             |             |  |  |              |                        |                        |              |              |  |
|  |             | Daniele Musa        | Daniele Musa | 6           | 6           |  |  |              |                        |                        |              |              |  |
|  | 6           | Carlos Costa        | Carlos Costa | 3           | 4           |  |  |              | Jacobo Diaz-Ruiz       | Jacobo Diaz-Ruiz       | 2            | 3            |  |
|  | 11          | Fernando Vicente    | 7            | 4           | 6           |  |  | 4            | Emilio Benfele Álvarez | Emilio Benfele Álvarez | 6            | 6            |  |
|  |             | Vincenzo Santopadre | 5            | 6           | 4           |  |  |              |                        |                        |              |              |  |

### Sezione 7
|  | Primo turno | Primo turno      | Primo turno      | Primo turno | Primo turno |  |  | Ultimo turno | Ultimo turno        | Ultimo turno        | Ultimo turno | Ultimo turno |  |
|  |             |                  |                  |             |             |  |  |              |                     |                     |              |              |  |
|  | 7           | Franco Squillari | Franco Squillari | 7           | 6           |  |  |              |                     |                     |              |              |  |
|  |             | Filippo Messori  | Filippo Messori  | 5           | 0           |  |  |              | James Sekulov       | James Sekulov       | 2            | 1            |  |
|  | 9           | Jérôme Golmard   | Jérôme Golmard   | 6           | 6           |  |  | 12           | Frederik Fetterlein | Frederik Fetterlein | 6            | 6            |  |
|  |             | Daniele Balducci | Daniele Balducci | 2           | 2           |  |  |              |                     |                     |              |              |  |